# 結晶運動量
固体物理学における結晶運動量（けっしょううんどうりょう、英: crystal momentum）または擬運動量（ぎうんどうりょう、英: quasimomentum、準運動量とも）とは、結晶格子中の電子に関する運動量に似たベクトル量。格子中で電子が持つ波数ベクトル k によって以下のように定義される。
{\displaystyle {\boldsymbol {p}}_{\text{crystal}}\equiv \hbar {\boldsymbol {k}}}
ここで ħ は換算プランク定数である。力学的な運動量のように、結晶運動量においても運動量保存則がしばしば適用される。このため物質科学や物理学において解析の手段として有用である。

## 格子対称性に基づく導出
結晶構造やその性質をモデル化するには、固定された無限に続くポテンシャル V(x) 中を運動する量子力学的粒子として電子を取り扱うのが一般的である。ただしポテンシャルは周期性を持ち、任意の格子ベクトル a に対して
{\displaystyle V({\boldsymbol {x}}+{\boldsymbol {a}})=V({\boldsymbol {x}})}
を満たす。このようなモデルを適用できるのは次の二つの理由による。実際に格子構造を構成している結晶イオンは電子の数万倍の質量を持つため、不動のポテンシャル分布で置き換えても問題はない。また巨視的な結晶の寸法は格子間隔よりはるかに大きいことがほとんどなので、端の効果を無視して無限の分布を想定しても構わない。ポテンシャル関数がこのような特徴を持つため、電子の初期位置を任意の格子ベクトル a だけ動かしても問題の様相は不変である。すなわち離散的対称性が定義される。
以上の条件はブロッホの定理を包含する。この定理は数式では
{\displaystyle \psi _{n}({\boldsymbol {x}})=e^{i{{\boldsymbol {k}}{\boldsymbol {\cdot x}}}}u_{n{\boldsymbol {k}}}({\boldsymbol {x}}),~u_{n{\boldsymbol {k}}}({\boldsymbol {x}}+{\boldsymbol {a}})=u_{n{\boldsymbol {k}}}({\boldsymbol {x}})}
と表される。言葉で表現すると、格子中の電子が一体波動関数 ψ(x) でモデル化されるなら、その定常状態の解は平面波 eik·x と周期関数 u(x) の積で与えられる。
ブロッホの定理が述べている、定常状態が波数ベクトル k によって特定されるという事実は重要である。これはつまり量子数 k が運動の恒量となることを意味する。通例、この波数ベクトルにディラック定数をかけたものを結晶運動量と定義する。
{\displaystyle {\boldsymbol {p}}_{\text{crystal}}=\hbar {\boldsymbol {k}}}
これは通常の運動量の定義と事実上等しいが、理論的には重要な差異が存在する。例えば、通常の運動量が完全に保存されるのに対して、結晶運動量は逆格子ベクトルに満たない分しか保存されない。つまり、電子は一つの波数ベクトル k によって記述されるだけでなく、
{\displaystyle {\boldsymbol {k}}^{\prime }={\boldsymbol {k}}+{\boldsymbol {K}}}
であるようないかなる波数ベクトル k′ によっても記述される。ここで K は任意の逆格子ベクトルである。

## 物理的意味
ブロッホ状態 ψn(x) = eik·x unk(x) の搬送波に当たる部分 eik·x は運動量 ħk を持つ自由粒子の状態と同じである。すなわち k はその状態自身の周期性を示しており、格子周期とは一致しない。粒子の運動エネルギーはこの指数関数項から大きな影響を受ける。
エネルギーバンドがおおよそ放物線である領域では、結晶運動量は運動量 ħk を持つ自由粒子のそれと同一視できる。ただし、粒子の質量をバンド曲率によって決まる有効質量で置き換える必要がある。

### 速度との関係

分散系、すなわち群速度と位相速度が異なる系における波束。この図は1次元実数変数の波を示しているが、実際の電子波束は3次元複素数の波である。

結晶運動量と、測定可能な物理量である速度との間の対応関係は以下のようになる。
{\displaystyle {\boldsymbol {v}}_{n}({\boldsymbol {k}})={\frac {1}{\hbar }}\nabla _{\mathbf {k} }E_{n}({\boldsymbol {k}})}
これは波の群速度の式と等しい。ハイゼンベルクの不確定性原理のため、電子について k を正確に定義するのと同時に結晶内の位置を確定することはできない。しかし一方で、電子が（多少の不確定性はあれど） k を中心とする運動量の分布を持ち、（多少の不確定性はあれど）特定の位置を中心として振幅を持つような波束を形成することは可能である。そのような波束の中心位置は波の伝播にともなって上式の v で結晶中を運動する。現実の結晶で起きている電子の運動とはこのようなものである。しかし、電子が特定の方向に決まった速さで進むことができるのは短い時間のみで、やがて結晶中の不完全な部分と衝突することでランダムに運動方向が変わる。この衝突は電子散乱と呼ばれ、通常格子欠陥や表面、あるいは結晶を構成する原子のランダムな熱運動（フォノン）によって引き起こされる。

### 電場や磁場に対する応答
結晶運動量は電子の半古典的動力学においても重要な役割を果たす。この理論では、電子は運動方程式
{\displaystyle {\boldsymbol {v}}_{n}({\boldsymbol {k}})={\frac {1}{\hbar }}\nabla _{\boldsymbol {k}}E_{n}({\boldsymbol {k}})}
{\displaystyle {\boldsymbol {\dot {p}}}_{\text{crystal}}=-e\left({\boldsymbol {E}}-{\frac {1}{c}}{\boldsymbol {v}}\times {\boldsymbol {H}}\right)}
に従う（CGS単位系）。これらの式は格子構造を持たない自由空間において電子が従う式と寸分違わない。その意味で、結晶運動量と真の運動量とのアナロジーがもっとも効果を発揮する局面はおそらくここだと言える。結晶運動量はこの種の計算に大きな利点があり、電子の運動軌道を計算する際、上記の式を用いるなら外場だけを考えればいいのに対して、真の運動量に基づく運動方程式では外場のほかにあらゆる格子イオンからのクーロン力とローレンツ力を計算に取り入れなければならない。

## 応用

### ARPES
角度分解光電子分光 (ARPES) では、結晶試料に光を照射することで結晶から電子を放出させる。この相互作用の過程を通して、結晶運動量と真の運動量の2つの概念を合わせて用い、それによって結晶のバンド構造に関する情報を直接得ることができる。つまり、結晶中で電子が持っていた結晶運動量は結晶外で真の運動量へと変わり、真の運動量は電子の放出角度 θ と運動エネルギー Ekin を測定して以下の式に代入することで推定できる。
{\displaystyle {\boldsymbol {p_{\parallel }}}={\sqrt {2mE_{\text{kin}}}}\sin \theta }
ここで p∥ は真の運動量 p の結晶表面に平行な成分、m は電子の質量である。興味深いことに、結晶表面に垂直な方向については界面で結晶対称性が失われるため、この方向の結晶運動量は保存されない。したがって、有用なARPESデータが得られるのは結晶表面に平行な方向に限られる。